# Wright (Florida)
Wright és una concentració de població designada pel cens dels Estats Units a l'estat de Florida. Segons el cens del 2000 tenia 21.697 habitants.

## Demografia
Segons el cens del 2000, Wright tenia 21.697 habitants, 9.134 habitatges, i 5.507 famílies. La densitat de població era de 1.531,5 habitants/km².
Dels 9.134 habitatges en un 29% hi vivien nens de menys de 18 anys, en un 42,9% hi vivien parelles casades, en un 12,7% dones solteres, i en un 39,7% no eren unitats familiars. En el 29,1% dels habitatges hi vivien persones soles el 7% de les quals corresponia a persones de 65 anys o més que vivien soles. El nombre mitjà de persones vivint en cada habitatge era de 2,31 i el nombre mitjà de persones que vivien en cada família era de 2,84.
Per edats la població es repartia de la següent manera: un 23,2% tenia menys de 18 anys, un 12,4% entre 18 i 24, un 34,1% entre 25 i 44, un 20,1% de 45 a 60 i un 10,2% 65 anys o més.
L'edat mediana era de 34 anys. Per cada 100 dones de 18 o més anys hi havia 99,1 homes.
La renda mediana per habitatge era de 36.940 $ i la renda mediana per família de 43.802 $. Els homes tenien una renda mediana de 26.870 $ mentre que les dones 21.646 $. La renda per capita de la població era de 18.746 $. Entorn del 8,4% de les famílies i el 10,9% de la població estaven per davall del llindar de pobresa.

## Poblacions més properes
El següent diagrama mostra les poblacions més properes.